# 棗木槓酒
棗木槓酒原名為行唐棗酒，以「烈性」聞名。

## 名字由來
據說北宋初年，女英雄劉金在雙鎖山（今唐鰲魚山）落草為王，宋朝大將高君寶押送糧草路過此地，劉金的士卒手持棗木棍與宋兵交戰，劉金自知敵不過，要用智取。於是下山向宋將賠罪，並邀高君寶與士卒上山歇息，用「雲蒙佳釀」款待。宋將們個個都喝的爛醉如泥，等醒來時，已被劉金捆起來。劉金和高君寶一見鍾情，結為伉儷。事後，高君寶說：「沒想到你的大碗酒比棗木槓還厲害。」據此，「棗木槓」的稱謂開始在民間流傳。

## 釀造
- 第一步：泡棗。將棗倒入泡棗池中，加水泡。

- 第二步：粉碎。用粉碎機把泡好的棗粉碎。

- 第三步：發酵。將粉碎後的紅棗加紅糖和谷糠、麥糠或其它糠，再加水攪拌，加水的多少依據經驗掌握。將攪拌好的原料放入大坑中發酵。發酵時間依據經驗掌握，一般時間為秋天8-9 天，冬天半月左右。

- 第四步：蒸餾。將發酵好的熟料上放鏊（一種冷卻裝置），鏊中放涼水，用鍋爐加熱，熟料中的酒蒸氣上升遇鏊冷卻成液體，即是棗木槓酒，酒從導出管中流出。

- 第五步：兌花。檢驗酒的度數。[1]